# Сенешаль, Флориан
Флориан Сенешаль (фр. Florian Sénéchal; род. 10 июля 1993 в Камбре,  департамент Нор, Франция) — французский профессиональный шоссейный велогонщик,  выступающий за команду мирового тура  «Deceuninck-Quick Step».

## Достижения
2011
1-й - Париж — Рубе Юниоры
2013
1-й  Okolo Jižních Čech - Генеральная классификация
1-й  - Очковая классификация
1-й - Этап 2
1-й - Мемориал Хенрика Ласака
4-й - Париж — Тур U23
6-й - Тур Финистера
8-й - Париж — Аррас Тур — Генеральная классификация
2014
6-й - Четыре дня Дюнкерка — Генеральная классификация
8-й - La Tropicale Amissa Bongo — Генеральная классификация
1-й  - Молодёжная классификация
2015
3-й - Тро-Бро Леон
6-й - Букль де л’Он
2016
3-й - Дварс дор хет Хагеланд
3-й - Ле-Самен
5-й - Классик Луар-Атлантик
5-й - Тур де Еврометрополь
8-й - Тур Валлонии — Генеральная классификация
10-й - Три дня Западной Фландрии — Генеральная классификация
2017
4-й - Ле-Самен
5-й - Чемпионат Франции - Групповая гонка
6-й - Дварс дор хет Хагеланд
7-й - Четыре дня Дюнкерка — Генеральная классификация
10-й - Дварс дор Фландерен

## Статистика выступлений

### Гранд-туры
| Гонка           | 2015 | 2016 | 2017 |
| --------------- | ---- | ---- | ---- |
| Джиро д'Италия  | —    | —    | —    |
| Тур де Франс    | 135  | —    | 161  |
| Вуэльта Испании | —    | НФ   | —    |

| —  | Не участвовал  |
| НФ | Не финишировал |